# Санітарне та епідемічне благополуччя населення
Саніта́рне та епідемі́чне благополу́ччя насе́лення — оптимальні умови життєдіяльності, що забезпечують низький рівень захворюваності, відсутність шкідливого впливу на здоров'я населення факторів довкілля, а також умов для виникнення і поширення інфекційних захворювань.
Санітарне та епідемічне благополуччя населення – це стан здоров'я населення та середовища життєдіяльності людини, при якому показники захворюваності перебувають на усталеному рівні для даної території, умови проживання сприятливі для населення, а параметри факторів середовища життєдіяльності знаходяться в межах, визначених санітарними нормами.